# Гэйтинс, Джон
Джон Гэйтинс (англ. John Gatins) — американский сценарист, режиссёр и актёр. Он известен как сценарист и режиссёр фильма «Мечтатель» и сценарист фильмов «Тренер Картер», «Живая сталь», «Экипаж» и др.

## Ранняя жизнь
Джон Гэйтинс родился в Манхэттене (Нью-Йорк), где его отец работал полицейским. Позже, его семья переехала в Покипси, где Гэйтинс поступил в Арлингтонскую школу, а позже в Вассарский колледж. Он окончил его в 1990 году со степенью драматурга.

## Работа в кино
После окончания колледжа, Гэйтинс переехал в Лос-Анджелес с намерением заняться актёрством. Его первой роль в кино была в низко-бюджетном фильме ужасов 1993 года «Колдовская доска 2», следующая роль была в фильме 1994 года «Тыквоголовый 2». Как только он получил небольшие роли в высоко-бюджетных постановках, включая фильм 1999 года «Студенческая команда» и фильм 2002 года «Большой толстый лжец», Джереми Крэймер, приятель по Вассарскому колледжу, работающий в 20th Century Fox, заплатил ему $1000 долларов за написание сценария молодёжной комедии под названием «Пахнет подростковым самоубийством». «Студенческая команда» была снята Брайаном Роббинсом, а продюсером был Майкл Толлин, который позже, в 2001 году, снял романтическую комедию по первому сценарию Гэйтинса — «Летние игры», где Роббинс выступил продюсером. В 2002 году Толлин вернулся, чтобы снять фильм по второму сценарию Гэйтинса, драмедию под названием «Хардбол». Пока шло производство, Джон написал сценарий к фильму «Тренер Картер», который был снят в 2005 году. В этом же году он представил свой первый режиссёрский дебют «Мечтатель», в котором он был также и сценаристом. Гэйтинс представитель «United Talent Agency».
По предложению Стивена Спилберга, Гэйтинса позвали работать над «Живой сталью», научно-фантастическом фильме, основанном на новелле Ричарда Мэтисона 1956 года. Когда Гэйтинт начал работать на сценарием, он посчитал его слишком мрачным и решил уделить больше внимания семейным проблемам, таким, как отношения отца и сына, о которых он привык писать в своих предыдущих работах. «Живая сталь» была выпущена 7 октября 2011 года.
С 1999 года Гэйтинс работал на сценарием фильма «Экипаж» — оригинальным сценарием, в котором к 2009 году было 149 страниц. Роберт Земекис взял сценарий: и получившийся фильм, с Дензелом Вашингтоном в главной роли, был выпущен в 2012 году. Гэйтинс получил номинацию на премию «Оскар» за лучший оригинальный сценарий за его сценарий.
DreamWorks позвала Гэйтинса написать сиквел к «Живой стали» ещё до того, как фильм был выпущен, основываясь на положительных предпоказах. Джона и его брата, Джорджа Гэйтинса, также наняли для написания киноадаптации видеоигр серии «Need for Speed» от компании Electronic Arts.
В октябре 2014 года, Legendary Pictures и Universal Studios наняли Гэйтинса, чтобы переписать сценарий к фильму «Остров черепа».

## Фильмография
| Год  | Название            | Оригинальное название | Примечания |
| ---- | ------------------- | --------------------- | --- |
| 2001 | Летние игры         | Summer Catch          | сосценарист |
| 2001 | Хардбол             | Hardball              | |
| 2005 | Тренер Картер       | Coach Carter          | сосценарист |
| 2005 | Мечтатель           | Dreamer               | также режиссёр |
| 2011 | Живая сталь         | Real Steel            | |
| 2012 | Экипаж              | Flight                | Номинация — Премия «Оскар» за лучший оригинальный сценарий Номинация — Премия Гильдии сценаристов Америки за лучший оригинальный сценарий Номинация — Премия «Спутник» за лучший оригинальный сценарий |
| 2014 | Жажда скорости      | Need for Speed        | сосценарист вместе с братом Джорджем |
| 2017 | Конг: Остров черепа | Kong: Skull Island    | сосценарист |
| 2017 | Могучие рейнджеры   | Power Rangers         | сосценарист |

### Как актёр
| Год  |    | Русское название          | Оригинальное название             | Роль                                 |
| ---- | -- | ------------------------- | --------------------------------- | ------------------------------------ |
| 1993 | ф  | Колдовская доска 2        | Witchboard 2: The Devil’s Doorway | Рассел / Russel                      |
| 1994 | в  | Тыквоголовый 2            | Pumpkinhead II: Blood Wings       | молодой Каспар Диксон / Caspar Dixon |
| 1995 | в  | Лепрекон 3                | Leprechaun 3                      | Скотт Маккой / Scott McCoy           |
| 1998 | ф  | Боги и монстры            | Gods and Monsters                 | Кид Сэйлор / Kid Saylor              |
| 1998 | ф  | Ещё один день в раю       | Another Day in Paradise           | Фил / Phil                           |
| 1999 | ф  | Студенческая команда      | Varsity Blues                     | улыбающийся парень                   |
| 2001 | ф  | Пришелец                  | Impostor                          | солдат                               |
| 2002 | ф  | Большой толстый лжец      | Big Fat Liar                      | буксир                               |
| 2006 | ф  | Лохматый папа             | The Shaggy Dog                    | бездомный парень                     |
| 2007 | ф  | Уловки Норбита            | Norbit                            | служитель                            |
| 2008 | ф  | Знакомьтесь: Дэйв         | Meet Dave                         | контролёр                            |
| 2009 | ф  | Гармония и Я              | Harmony and Me                    | Бездомный Том / Tom                  |
| 2010 | тф | Фред: Фильм               | Fred: The Movie                   | автомойщик                           |
| 2010 | с  | Терьеры                   | Terriers                          | Beach Cum                            |
| 2011 | ф  | Живая сталь               | Real Steel                        | Кингпин                              |
| 2011 | ф  | Фред 2: Ночь живого Фреда | Fred 2: Night of the Living Fred  | посудомойщик                         |
| 2012 | ф  | Тысяча слов               | A Thousand Words                  | камердинер                           |